# دوتور يوليسيس
دوتور يوليسيس بلدية في ولاية بارانا في المنطقة الجنوبية من البرازيل.